# Johan Jacobsen
Johan Jacobsen (Arhus, 14 de março de 1912 — Copenhague, 7 de julho de 1972) foi um cineasta dinamarquês.